# Ciburial (Leles)
Ciburial is een bestuurslaag in het regentschap Garut van de provincie West-Java, Indonesië. Ciburial telt 5781 inwoners (volkstelling 2010).